# Baía da Caldeirinha
A baía da Caldeirinha é uma baía portuguesa localizada no concelho de Santa Cruz da Graciosa, ilha Graciosa, Açores.
Esta baía localiza-se entre o Porto Afonso e a encosta do pico das Terças.